# Майкъл Фосъм
Майкъл Едуард Фосъм (на английски: Michael Edward Fossum) e американски инженер и астронавт на НАСА, участник в три космически полета и дълговременен престой от 167 денонощия на МКС по време на Експедиция 28.

## Образование
Майкъл Фосъм завършва колежа McAllen High School в Тексас през 1976 г. През 1980 г. завършва щатския университет на Тексас, с бакалавърска степен по инженерна механика. През 1981 г. получава магистърска степен по системно инженерство в Технологичния институт на USAF, Райт Патерсън, Охайо. През 1997 г. става магистър по физика в Университета „Клиър Лейк“, Хюстън, Тексас.

## Военна кариера
Майкъл Фосъм започва военната си кариера през 1980 г. През 1985 г. завършва школа за тест пилоти в авиобазата Едуардс, Калифорния и става експериментален тест инженер. През годините авансира в службата и достига до командир на ескадрила. Уволнява се от USAF през 2010 г. В кариерата си има над 1000 часа експериментални и тестови полети на 34 различни типа летателни апарати.

## Служба в НАСА
Майкъл Фосъм започва работа в НАСА през 1993 г. Назначен е като системен инженер на космическите кораби „Союз“. Избран за астронавт от НАСА на 4 юни 1998 г., Астронавтска група №17. През август същата година започва обучението му в космическия център Линдън Джонсън, Хюстън, Тексас. Взема участие в три космически полета. Има в актива си 7 космически разходки с обща продължителност 48 часа и 32 минути – 7-о постижение към 2012 г.

## Полети
Майкъл Фосъм лети в космоса като член на екипажа на три мисии:
| Космически полети на Майкъл Едуард Фосъм                  | Космически полети на Майкъл Едуард Фосъм | Космически полети на Майкъл Едуард Фосъм | Космически полети на Майкъл Едуард Фосъм | Космически полети на Майкъл Едуард Фосъм | Космически полети на Майкъл Едуард Фосъм | Космически полети на Майкъл Едуард Фосъм |
| №                                                         | Дата                                     | КК                                       | Емблема на мисията                       | Функции                                  | Продължителност                          |                                          |
| --------------------------------------------------------- | ---------------------------------------- | ---------------------------------------- | ---------------------------------------- | ---------------------------------------- | ---------------------------------------- | ---------------------------------------- |
| 1                                                         | 4 юли 2006                               | „Дискавъри“, мисия STS-121               |                                          | Специалист на мисията                    | 12 денонощия 18 часа 37 минути 54 сек.   |                                          |
| 2                                                         | 31 май 2008                              | „Дискавъри“, мисия STS-124               |                                          | Специалист на мисията                    | 13 денонощия 18 часа 13 минути 07 сек.   |                                          |
| 3                                                         | 5 април 2010                             | „Союз ТМА-02М“, Експедиция 28 на МКС     |                                          | Бордови инженер                          | 167 денонощия 06 часа 13 минути          |                                          |
| Сумарно време в космоса – 193 денонощия 19 часа 02 минути |                                          |                                          |                                          |                                          |                                          |                                          |

## Награди
- Медал за похвала;
- Медал за служба в националната отбрана;
- Медал за продължителна служба в USAF;
- Медал за завършен тренировъчен курс на USAF;
- Медал на НАСА за изключителни заслуги;
- Медал на НАСА за участие в космически полет.

## Личен живот
Майкъл Фосъм е женен за Мелани Лондон (на английски: Melanie J. London). Двамата имат четири деца.